# Мачинджірі
Мачинджі́рі (англ. Machinjiri) — традиційна громада у складі дистрикту Блантайр Південного регіону Малаві.
Населення — 29991 особа (2018).